# Panasonic
A Panasonic é uma empresa japonesa fabricante de eletroeletrônicos. Foi fundada em 1918 com o nome de Matsushita Electric Industrial Co. Ltd., pelo Sr. Konosuke Matsushita, que na época, com apenas 23 anos, fundou uma pequena empresa familiar com 2 empregados, fabricando um plug para tomada elétrica, projetado por ele mesmo. A Panasonic desenvolvia também uma antiga linha de produtos chamada National, que fabricava inicialmente produtos eletrodomésticos, aparelhos pessoais e aparelhos industriais. Posteriormente, a National também passou a fabricar aparelhos de micro-ondas e alguns produtos eletrônicos. Vendo aque a utilização de um nome único seria mais viável, ele interrompeu os produtos da linha National e passou a fabricar somente produtos com a marca Panasonic.
A empresa iniciou suas atividades no Brasil em 1967, com a importação e comercialização de pilhas. Atualmente possui unidades fabris em Manaus, São José dos Campos e Extrema.

## História

Logos das marcas da Panasonic Corporation

Em 1918 foi fundada a Panasonic Mobile Communications como um ramo da Matsushita Electric Industrial, formada especialmente para a produção de produtos eletrônicos industriais, incluindo telecomunicações, áudio profissional, entre outros equipamentos eletrônicos. No ano seguinte foi fundada a Matsushita Electric Company of America na cidade de Nova York, contando apenas com três funcionários.
Inicialmente vendia no mercado americano rádios e televisores. Rapidamente adotaram o nome "Panasonic", que significa "wide-ranging-sound" em seus produtos, ou  "all-ranging-sound".
Traduzindo: um som de alcance abrangente (largo), ou um som de alcance total.
Em 1960 foi introduzida a televisão de 21 polegadas colorida no mercado nacional. Em 1962 foi inaugurada a empresa de vendas na Europa sob o nome National Panasonic na Alemanha. Esta empresa foi usada como base para a entrada da Panasonic no continente europeu. Nesse mesmo ano foi introduzido no mercado o fac-símile (popularmente conhecido como FAX). No ano de 1967 foi lançado o rádio AM/FM cassette recorder, modelo RQ-231, para exportação. A partir deste lançamento a empresa desenvolveu inúmeros produtos nesse segmento como o primeiro rádio auto-reverse stereo do Japão, entre outros aparelhos de áudio. A divisão de produtos para casa (Home Appliance) foi estabelecida em 1970.
Três anos depois foi introduzido no mercado americano o primeiro micro-ondas para uso doméstico, um aparelho compacto, na vertical e que ocupava muito pouco espaço. Em 1977 introduziu no mercado o Video Home System, ou simplesmente VHS. No ano de 1982 a Panasonic desenvolveu o primeiro aparelho de CD (CD Player) que chamou a atenção do público quando apresentado na Tokyo Audio Fair e na feira de Berlim. O Pancom Pro Note, primeiro notebook produzido pela empresa, foi lançado em 1990. No ano seguinte o telefone celular MOVA P causou grande impacto no mercado, sendo o menor e mais leve aparelho disponível, equipado com bateria de níquel com hidrogênio. Em 1996 introduziu seu primeiro aparelho de DVD. Em 1998 a empresa introduziu as televisões digitais no mercado americano.
A Panasonic sempre foi se destacou pela constante renovação de seus slongans, destacando-se Changes your life, A Better Life, A Better World e Ideas for life, Repense e atualmente utiliza o slogan Criado pra Você.

### Pilhas

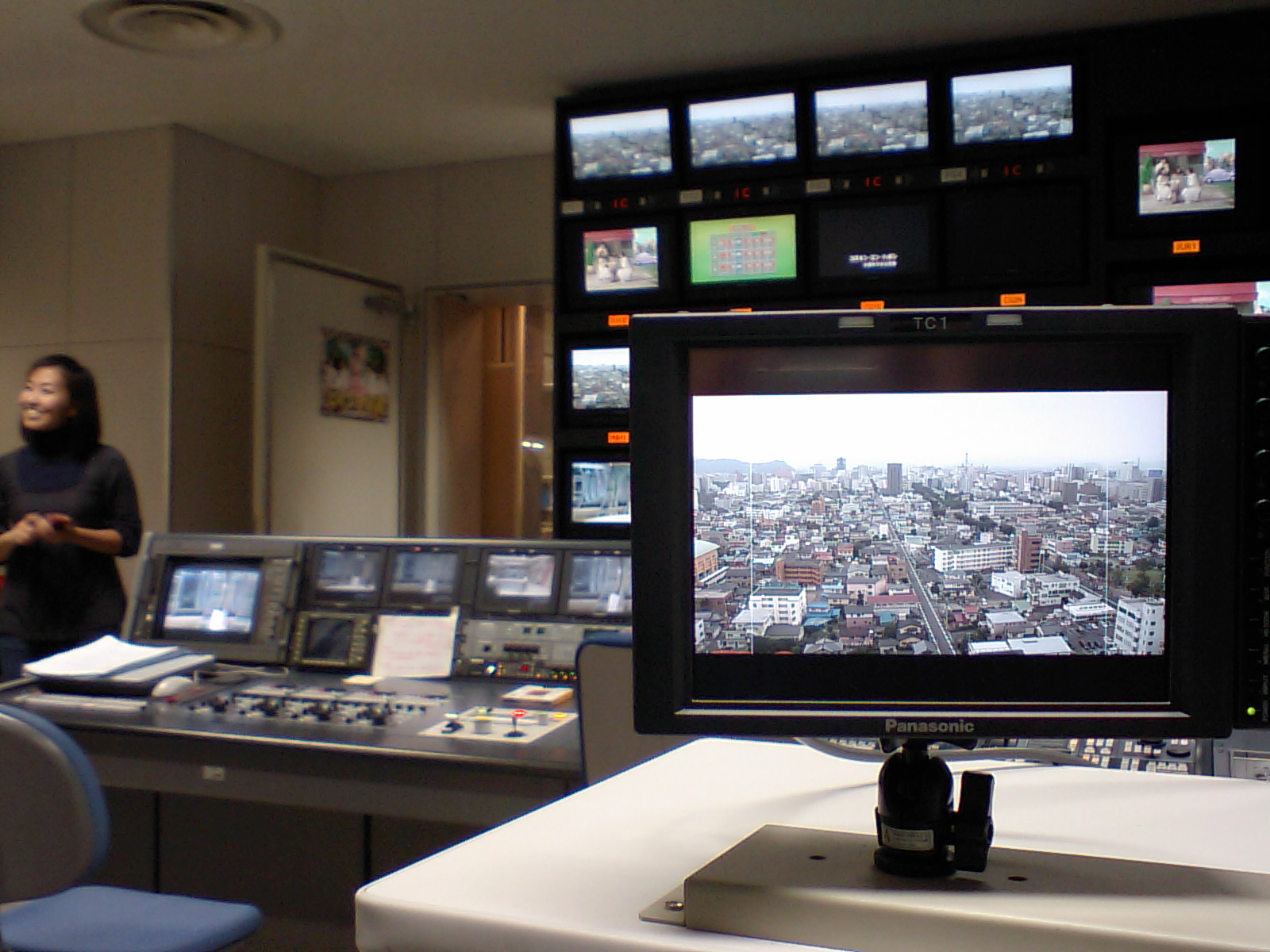
Equipamento de Broadcasting Panasonic

## Produtos

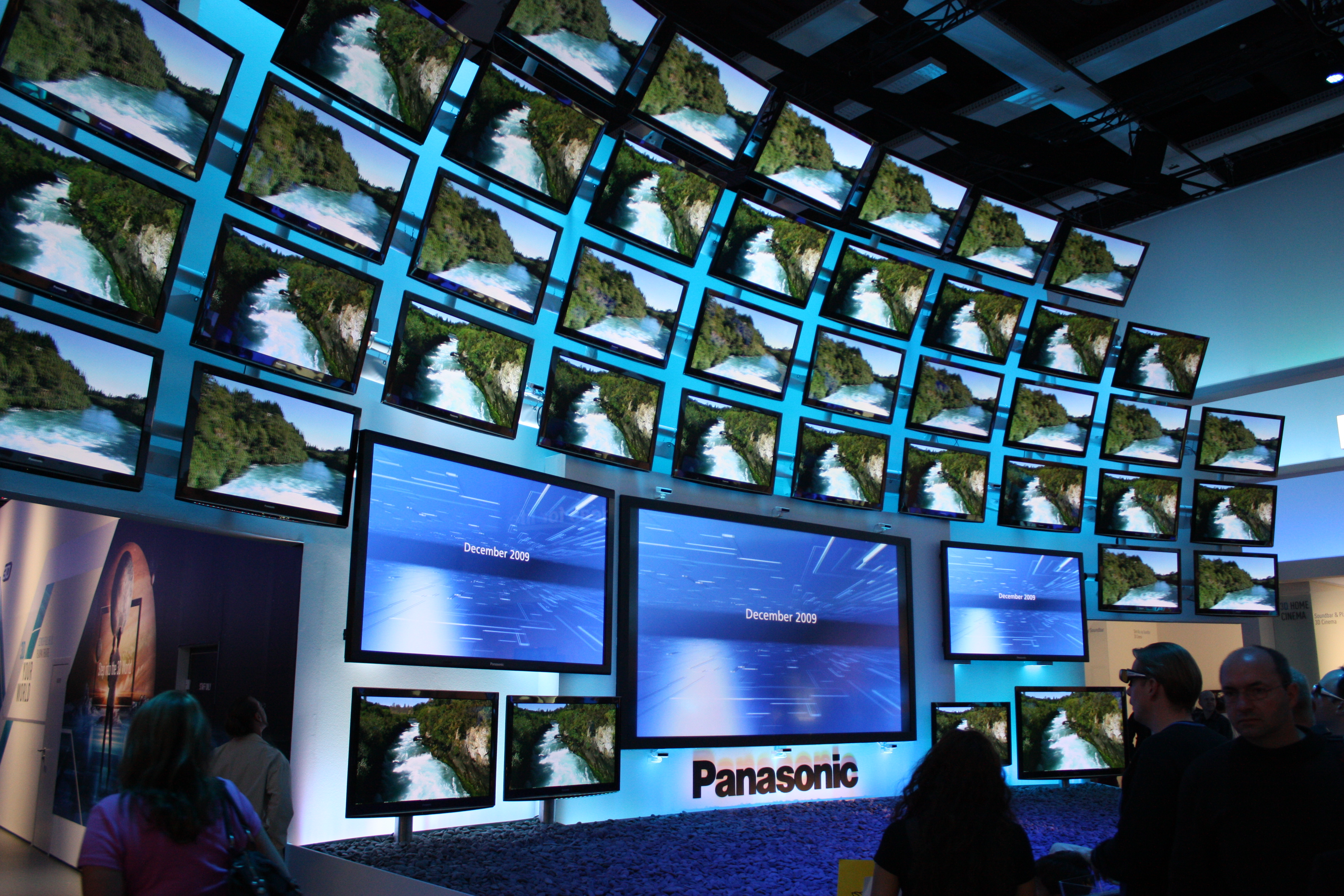
Stand de TV's Panasonic em feira de eletrônicos

### Fotográficos
- Câmeras Digitais

### Televisores
- Panasonic VIERA

Tc 50a400b

### Videogame

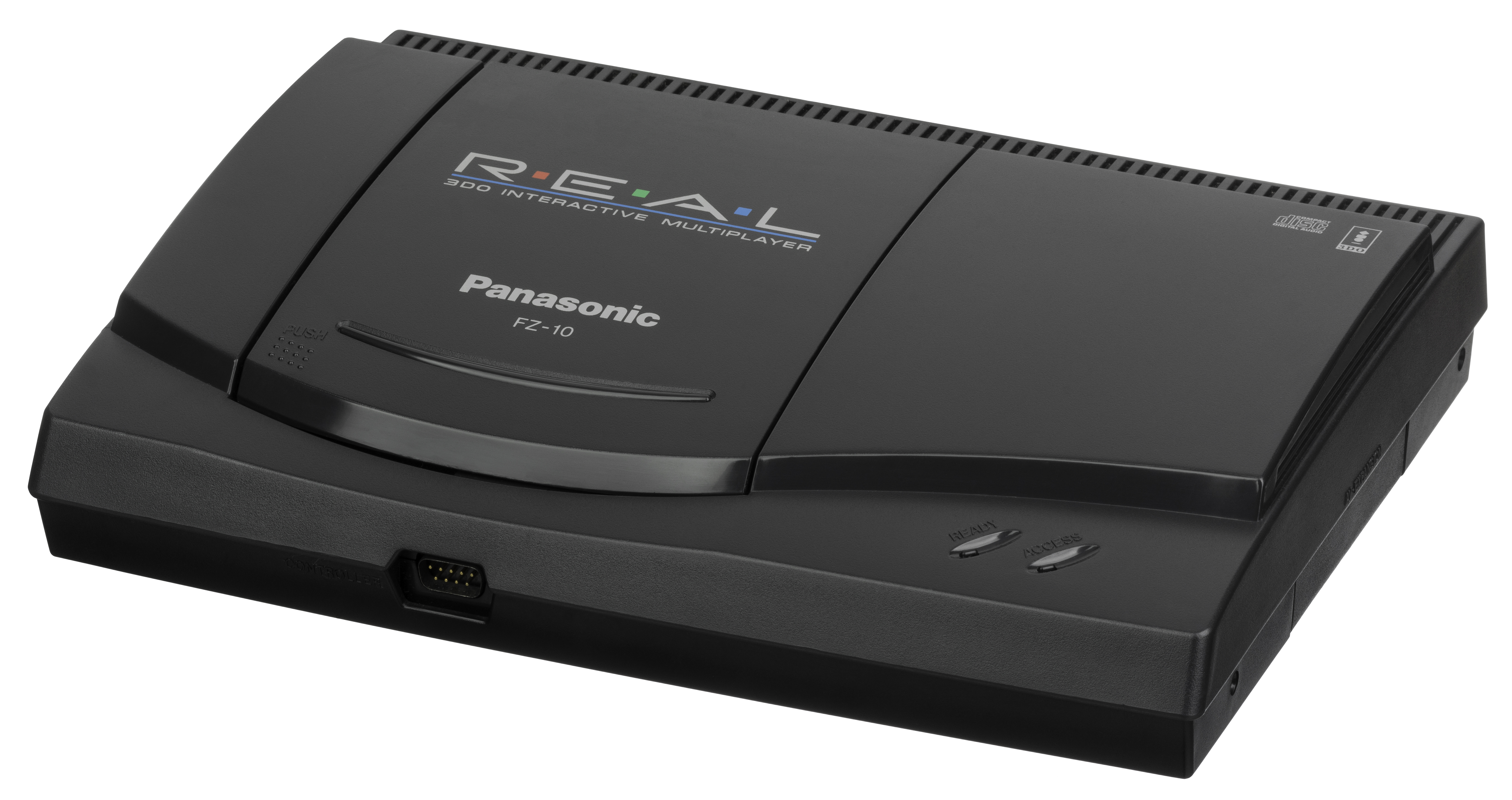
3DO, console de videogame da Panasonic lançado em 1993

- 3DO
- Panasonic Q

### Eletrodomésticos
- Refrigeradores
- Micro-ondas
- Lavadora de Roupas
- Condicionadores de Ar

### Áudio
- Fones de Ouvido
- Mini System

### Telefonia

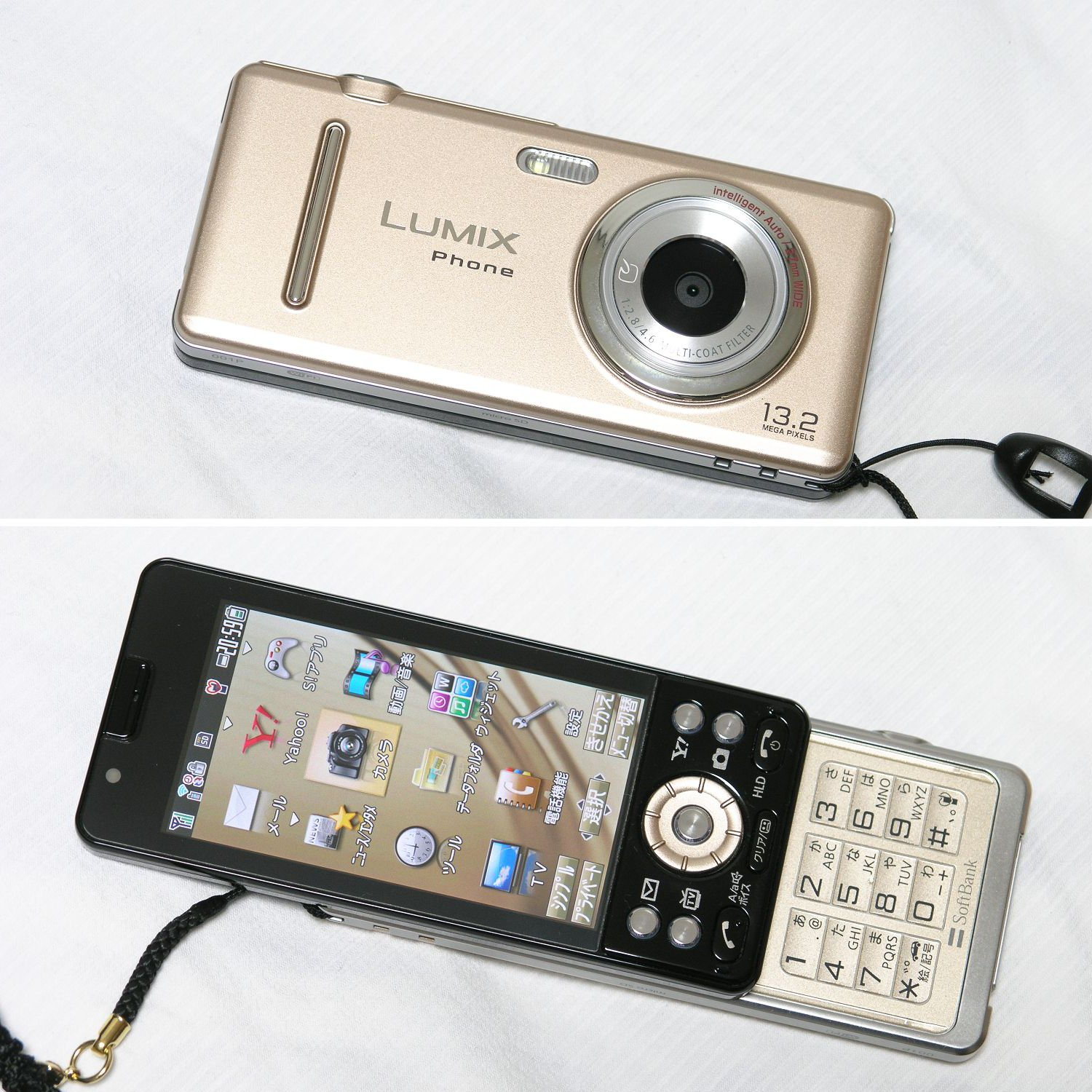
Telefone celular Panasonic.

- Telefone celular
- Telefone sem Fio
- Aparelhos de FAX

### B2B
- CFTV
- Broadcasting - Professional AV
- Equipamentos Médicos
- Factory Automation
- Soluções Industriais
- Tablets e Computadores resistentes

## Patrocínios

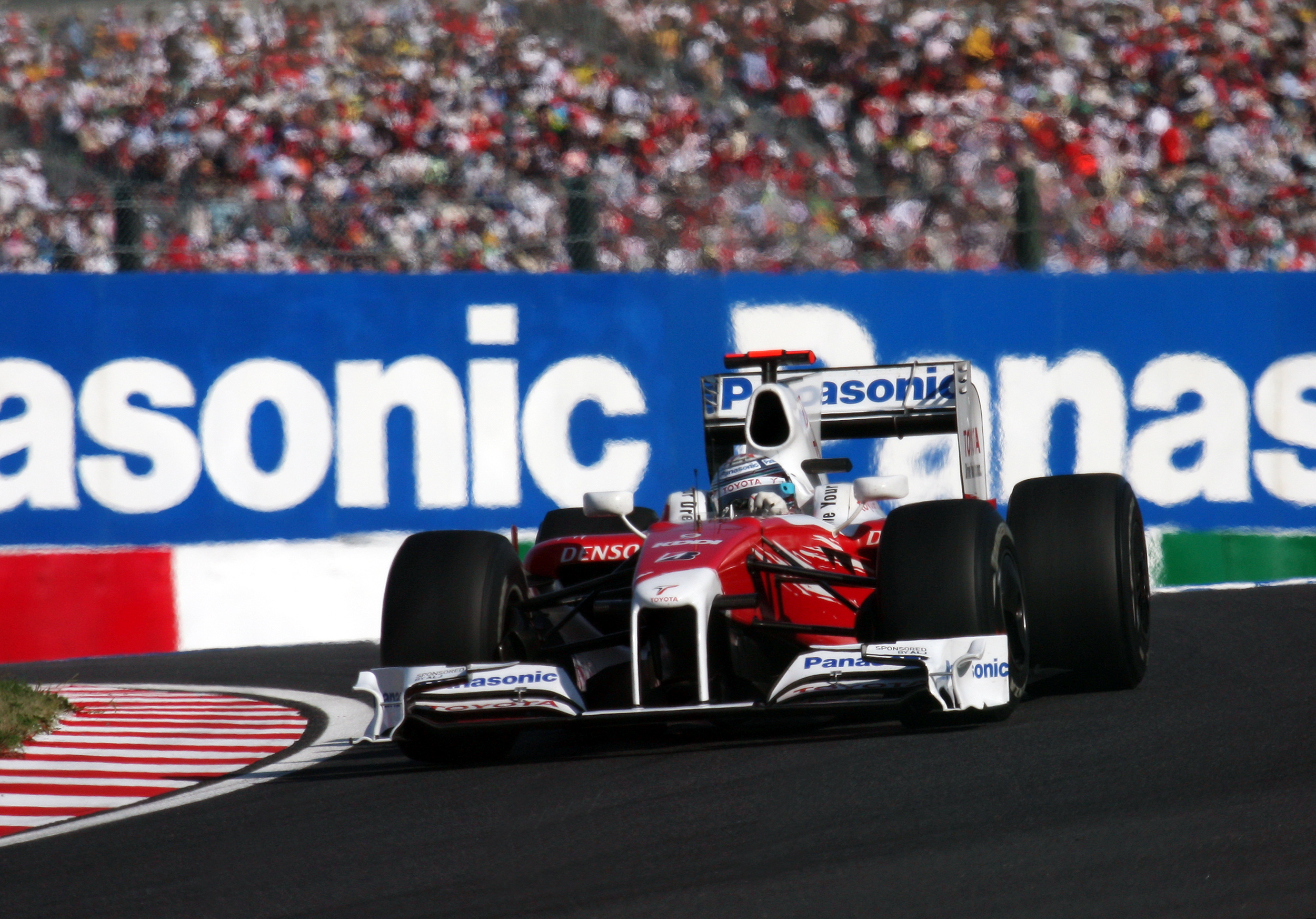
Panasonic na extinta Toyota Racing

### Esporte
A Panasonic é proprietária da equipe de futebol Gamba Osaka, da equipe de basquete Panasonic Trians, da equipe de voleibol Panasonic Panthers e da equipe de rugby Wild Knights. Todas participantes dos principais torneios japoneses de suas respectivas modalidades.
A Panasonic é uma das parceiras oficiais do Comité Olímpico Internacional (COI), estando assim, presente em todas as competições organizadas pelo referido Comitê.
É patrocinadora da equipe de Fórmula E, Jaguar Racing.
No Brasil, a empresa é parceira tecnológica da equipe de futebol do Atlético-PR e patrocinadora do atleta paralímpico Daniel Dias.
No passado a Panasonic ficou muito ligada à Toyota Racing, extinta equipe de Fórmula 1 que competiu na categoria entre os anos 2002 e 2009.
Recentemente a empresa apostou em jogadores de futebol como embaixadores da marca, como, por exemplo, o brasileiro Neymar e o alemão Marco Reus.

### Cultura
Além do patrocínio esportivo, a empresa também ativa patrocínios culturais, como é o caso do Calendário de Patrimônios Mundiais em parceira com a UNESCO.
Na área artística-cultural, a embaixadora da empresa é a soprano Sarah Brightman.